# Зигуа
Зигуа са етническа и лингвистична група в близост до Индийския океан, между Дар ес Салам и Танга в Танзания. През 1993 популацията на Зигуа е около 355 000 души. 